# Nuoto sincronizzato ai Giochi della XXIX Olimpiade
Il Nuoto sincronizzato alle Olimpiadi estive 2008 si è tenuto al Centro acquatico nazionale di Pechino dal 18 al 24 agosto.

## Eventi
Erano in programma due eventi di nuoto sincronizzato:
- duo: 24 squadre partecipanti;
- squadra: 8 squadre partecipanti.

## Calendario
| Totale |  |  | Duo |  |  | Squadra | 2 |

|  | Qualificazioni |  | Finali |

## Podi
| Evento             | Oro | Performance | Argento | Performance | Bronzo                                                                                      | Performance |
| Duo (dettagli)     | Russia Anastasija Davydova Anastasija Ermakova                                                                                            | 49,917      | Spagna Andrea Fuentes Gemma Mengual                                                                                            | 49,500      | Giappone Saho Harada Emiko Suzuki                                                           | 48,917      |
| Squadre (dettagli) | Russia Anastasija Davydova Anastasija Ermakova Maria Gromova Natal'ja Iščenko Ėlvira Chasjanova Olga Kužela Svetlana Romašina Anna Šorina | 50,000      | Spagna Alba María Cabello Raquel Corral Andrea Fuentes Thais Henriquez Laura Lopez Gemma Mengual Irina Rodriguez Paola Tirados | 49,334      | Cina Beibei Gu Tingting Jiang Wenwen Jiang Ou Liu Xi Luo Qiuting Sun Na Wang Xiaohuan Zhang | 48,750      |

## Medagliere
| Posizione | Paese    |   |   |   | Totale |
| --------- | -------- | - | - | - | ------ |
| 1         | Russia   | 2 | 0 | 0 | 2      |
| 2         | Spagna   | 0 | 2 | 0 | 2      |
| 3         | Cina     | 0 | 0 | 1 | 1      |
| 3         | Giappone | 0 | 0 | 1 | 1      |
| Totale    | Totale   | 2 | 2 | 2 | 6      |